# Site archéologique de Brestove međe
Le site archéologique de Brestove međe (en serbe cyrillique : Археолошко налазиште Брестове међе ; en serbe latin : Arheološko nalazište Brestove međe) est situé sur le territoire de la ville de Belgrade, dans la municipalité de Zemun, en Serbie. Il remonte à l'Empire romain. En raison de son importance, il figure sur la liste des biens culturels protégés de la ville de Belgrade.

## Présentation
Le site de Brestove međe est situé à la limite des faubourgs de Vojka, Ugrinovci et Nova Pazova. Il abrite les vestiges d'une localité, d'une nécropole et d'une voie romaine et a été identifié à la localité de Mutatio Novitiana, située sur la route Sirmium – Taurunum – Singidunum. D'après les découvertes réalisées en 1966, il apparaît que cette mutatio, ou « halte-relais », a été en activité depuis le Ier siècle jusqu'à l'Antiquité tardive. Il apparaît aussi que le village romain a été édifié sur les vestiges d'un établissement plus ancien remontant à la culture de la Tène.
Les découvertes réalisées sur le site, bien conservées, apportent des informations précieuses sur le limes danubien romain et sur l'histoire de l'actuelle Syrmie sous l'Empire romain. Les objets exhumés lors des fouilles sont aujourd'hui conservés au Musée de Zemun.